# Stanz im Mürztal
Stanz im Mürztal é um município da Áustria, situado no distrito de Bruck-Mürzzuschlag, no estado da Estíria. Tem 76,73 km² de área e sua população em 2019 foi estimada em 1.844 habitantes.